# Holger Thuß
Holger J. Thuß (* 12. August 1969 in Jena) ist ein deutscher Lobbyist und Verleger. Er ist der Präsident und Gründer des Vereins Europäisches Institut für Klima & Energie e. V. (EIKE) sowie Verleger des TvR Medienverlags. Beide Organisationen sind Teil der institutionellen Einbettung, die den wissenschaftlichen Konsens über die menschengemachte globale Erwärmung leugnen.

## Leben
Thuß war 1995 bis 1996 stellvertretender Bundesvorsitzender des Ringes Christlich-Demokratischer Studenten; zudem war er als CDU-Politiker in der Kommunalpolitik aktiv.  Seine Dissertation an der Friedrich-Schiller-Universität Jena Freiheit und Ordnung. Die konstitutionelle Partei in den Thüringer Staaten in den Jahren 1848 bis 1850 beschäftigt sich mit dem „Aufstieg der parlamentarischen Mitte-Rechts-Formationen“ und erschien im Jahr 2005.
2001 veröffentlichte Thuß eine gemeinsame Publikation mit dem späteren Thüringer Ministerpräsidenten Mario Voigt. 2025 gab Thuß an, immer noch gut mit Voigt befreundet zu sein.
Thuß gründete im Jahr 2004 den europäischen Ableger der amerikanischen Lobbyorganisation CFACT, die auch von dieser finanziert wurde, inzwischen laut Thuß jedoch aufgelöst ist. Im Jahr 2007 gründete er dann EIKE; die Idee dafür stammt laut Thuß von CFACT. Er wird zudem vom Heartland Institute als „Experte“ geführt, einer von der fossilen Energieindustrie finanzierten Klimaleugnerorganisation, zu der EIKE finanzielle Verbindungen unterhält und die mit EIKE gemeinsame Konferenzen abhält.
Thuß ist Mitglied der Friedrich A. von Hayek-Gesellschaft.

## Positionen
Thuß ist der Ansicht, dass das von im gegründete EIKE keine Verschwörungsideologie propagiere, sondern sich wissenschaftlich mit dem Thema Klimawandel auseinandersetze. EIKE verfolge den Anspruch einer „unpolitischen und unideologischen Sachdiskussion“. EIKEs Tätigkeit läge in der Wissenschaft, nicht in der Politik.
[Klima]-Forschern warf er Lüge vor. So äußerte er telefonisch: „Wir glauben, dass die anderen Wissenschaftler uns anlügen“. Koordiniert werde der „Schwindel“ um den Klimawandel vom Weltklimarat IPCC. Der IPCC schätze Messdaten, um die Erwärmung der Erde vorzutäuschen.
Im Vorfeld einer Konferenz von EIKE 2018 griff Thuß den Reporter Achim Pollmeier des Fernsehmagazins Monitor der ARD vor laufender Kamera physisch an und attackierte ihn verbal: Pollmeier sei kein Journalist, sondern ein Agitator. 2019 erklärte er auf einer EIKE-Konferenz in München, die Klimaproteste hätten mittlerweile „terroristische Ausmaße“ erreicht.
Hinsichtlich der AfD spricht sich Thuß gegen eine Brandmauer aus, diese sei nicht sinnvoll.

## Publikationen
- Holger Thuß, Mario Voigt: 50 Jahre RCDS. Fünf Jahrzehnte gelebte Studentenpolitik. Erlangen 2001, ISBN 3-921713-30-7.
- Students on the right way: European Democrat Students, 1961–2001 / Holger Thuss, Jena 2002.